# Mordellistena bipustulata
Mordellistena bipustulata es una especie de coleóptero de la familia Mordellidae.

## Distribución geográfica
Habita en  Estados Unidos.